# Assassinio di James Abram Garfield
L'assassinio di James Abram Garfield, ventesimo presidente degli Stati Uniti d'America, ebbe luogo sabato 2 luglio 1881 alla stazione ferroviaria della linea Baltimora e Potomac di Washington, alle 9:30 ora locale (13:30 UTC), a meno di quattro mesi dall'inizio del suo mandato come presidente. In seguito egli spirò a Elberon, nel New Jersey, 79 giorni dopo, il 19 settembre 1881. Garfield fu ferito mortalmente da Charles Julius Guiteau, che addusse a movente la vendetta contro Garfield per un presunto debito politico, così da elevare a presidente Chester Arthur. Guiteau fu condannato per l'omicidio di Garfield e giustiziato per impiccagione un anno dopo la sparatoria.

## Assassinio

### Contesto

#### L'ambizione di Charles Guiteau

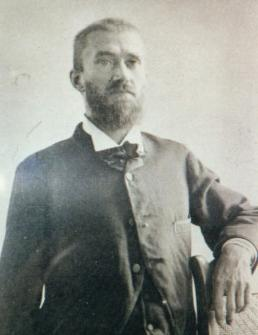
Charles Guiteau, l'assassino del presidente James Abram Garfield

Charles Guiteau si rivolse alla politica dopo aver fallito in diversi ambiti, tra cui la teologia, una pratica legale, la riscossione crediti e un periodo trascorso nella comunità utopica di Oneida, che seguiva la dottrina del "comunismo biblico". L'ex presidente Ulysses S. Grant, al suo secondo mandato, era il principale candidato per la nomina presidenziale repubblicana nel 1880 e sostenuto dalla fazione stalwart, fedele al senatore Roscoe Conkling. Guiteau decise di essere quindi un sostenitore di Grant, per cui scrisse un pamphlet intitolato "Grant contro Hancock" (Hancock era il candidato del Partito Democratico). Tuttavia, Grant perse la nomination a vantaggio di James Garfield, che non era affiliato né agli stalwart né ai loro rivali, i mezzosangue di James Blaine; tuttavia questi aveva dato il suo sostegno a Garfield una volta che era diventato chiaro che Blaine non poteva vincere la nomina presidenziale. Guiteau allora modificò il suo discorso in "Garfield contro Hancock", e cercò di avere un ruolo nella campagna elettorale del candidato repubblicano. Non pronunciò mai il discorso in pubblico, ma lo fece stampare il 6 agosto (sebbene non pagò mai il conto) e ne distribuì diverse centinaia di copie.
Il discorso era inefficace, anche in forma scritta; tra gli altri problemi, Guiteau, allora trentanovenne, aveva tentato frettolosamente ma in modo incompleto di sostituire i riferimenti a Grant con riferimenti a Garfield. Il risultato fu che Guiteau sembrò dare credito a Garfield per risultati che originariamente aveva attribuito a Grant, eppure si convinse che il suo discorso fosse in gran parte responsabile della stretta vittoria di Garfield su Hancock. Guiteau si aggirava intorno al quartier generale repubblicano a New York durante l'inverno del 1880-1881, aspettandosi una ricompensa per il suo discorso: credeva di aver diritto a un posto da diplomatico per il suo presunto aiuto essenziale, prima chiedendo un consolato a Vienna, poi esprimendo la volontà di "accontentarsi" di uno a Parigi, ma senza successo.
Guiteau arrivò a Washington il 5 marzo 1881, il giorno dopo dell'insediamento di Garfield. Ottenne l'ingresso alla Casa Bianca e vide il presidente l'8 marzo 1881: credendo ancora che sarebbe stato ricompensato, lasciò una copia del suo discorso come ricordo del lavoro presunto della campagna che aveva fatto a favore di questi. Trascorse i due mesi successivi girovagando per Washington, alloggiando in pensioni e sgattaiolando via senza pagare vitto e alloggio. Passava le sue giornate bighellonando nelle hall degli alberghi per leggere vecchi giornali e usare la cancelleria dell'albergo per scrivere lettere a coloro che pensava potessero aiutarlo a ottenere un appuntamento con Garfield, impiegando gran parte del suo tempo facendo avanti e indietro tra il dipartimento di Stato e la Casa Bianca e avvicinandosi a vari membri del governo e repubblicani di spicco per far valere la sua richiesta, il tutto senza successo. Era indigente e sempre più sciatto perché indossava gli stessi vestiti ogni giorno, e costretto a camminare per la città fredda e innevata senza soprabito, cappello, guanti o stivali. Il 13 maggio 1881 fu bandito dalla sala d'attesa della Casa Bianca, mentre il giorno dopo incontrò il Segretario di Stato James G. Blaine, che gli disse: "Non parlarmi mai più del consolato di Parigi finché vivi".

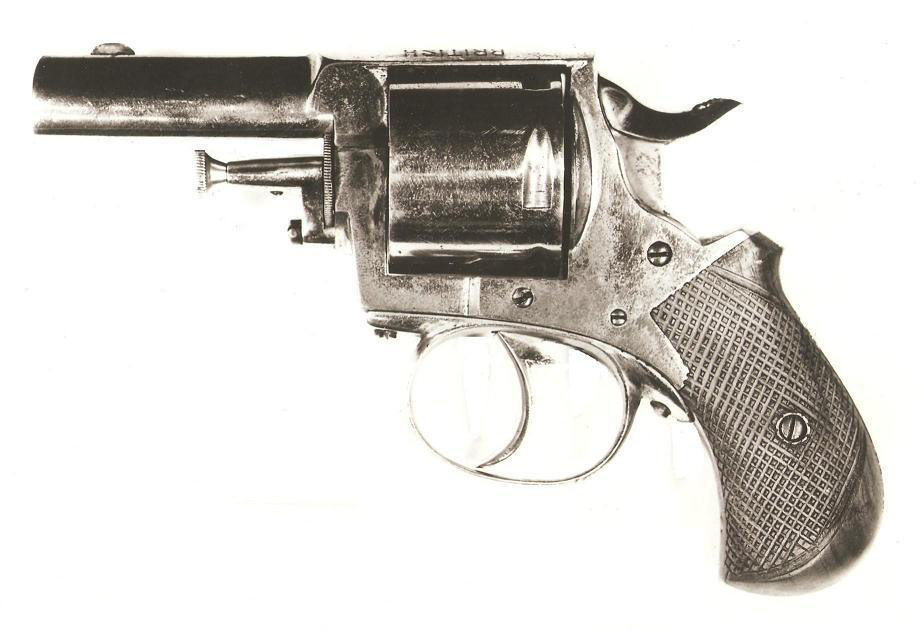
Il revolver britannico Bull Dog che Guiteau ha usato per l'assassinio del presidente Garfield

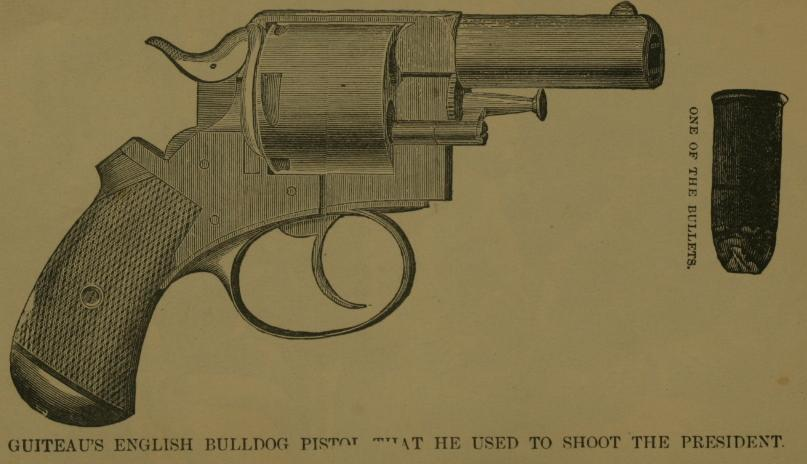
Un'illustrazione del revolver di Guiteau

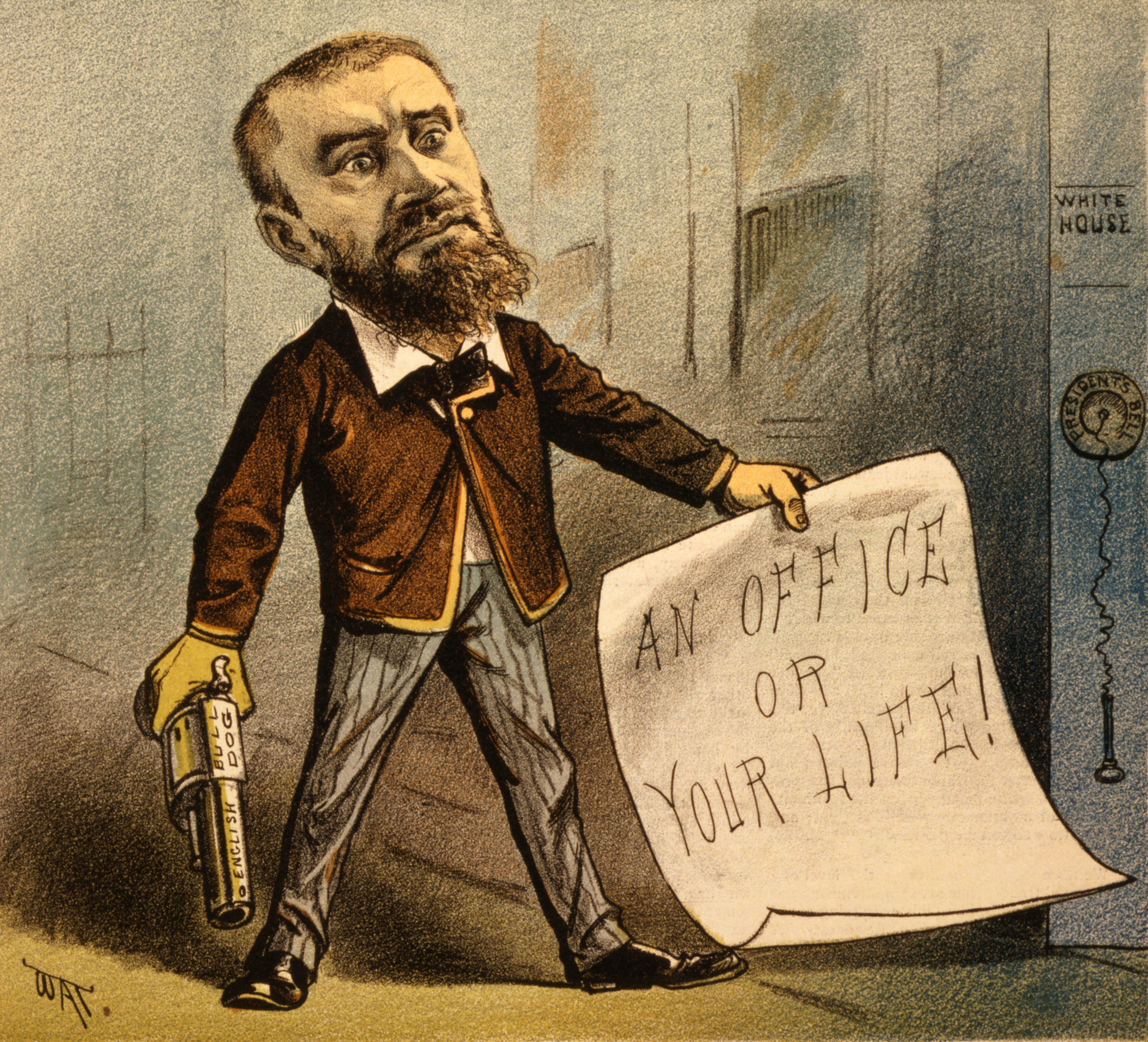
1881: vignetta politica di Guiteau; la didascalia del fumetto recita "Model Office Seeker" (cercatore di incarico modello)

La famiglia di Guiteau lo aveva giudicato pazzo già nel 1875 e aveva tentato di farlo internare, ma invano. Quindi la sua mania prese una piega violenta, e decise che gli era stato ordinato da un potere superiore di uccidere il presidente. Più tardi dichiarò: "Lascio la mia giustificazione a Dio".
Guiteau prese in prestito 15 dollari (equivalenti a 402 dollari nel 2020) da George Maynard, un parente per matrimonio, poi andò a comprare una rivoltella. Sapeva poco di armi da fuoco, ma credeva che avrebbe avuto bisogno di una pistola di grosso calibro. Il negozio di O'Meara a Washington offriva una scelta tra due versioni del Bull Dog Webley calibro .442, una con impugnatura in legno e un'altra in avorio. Preferiva l'avorio perché pensava che sarebbe stato meglio da esporre al museo dopo l'assassinio, ma non poteva permettersi il dollaro in più, così il proprietario del negozio dovette abbassare il prezzo per lui. Il revolver fu recuperato ed esibito allo Smithsonian all'inizio del XX secolo, ma da allora è andato perduto.
Trascorse le settimane successive a pedinare Garfield; negli allenamenti di tiro al bersaglio, il revolver quasi lo fece cadere la prima volta che sparò. Inviò anche una missiva allo stesso Garfield, dicendo che avrebbe dovuto licenziare Blaine o "tu e il partito repubblicano andrete incontro a un lutto". La lettera fu ignorata, come il resto del carteggio che Guiteau mandò alla Casa Bianca.
Guiteau continuò a prepararsi con cura; scrisse una lettera a William Tecumseh Sherman, il comandante generale dell'esercito, chiedendo protezione dalla folla che presumeva si sarebbe radunata dopo aver ucciso il presidente, e scrisse altre lettere giustificando la sua azione come necessaria per sanare i dissidi tra le fazioni del Partito Repubblicano. Si recò al carcere del Distretto di Columbia per chiedere una visita della struttura dove si aspettava di essere incarcerato, ma gli fu detto di tornare più tardi. Trascorse l'intero mese di giugno al seguito di Garfield in giro per Washington. In un'occasione, lo seguì alla stazione ferroviaria mentre il presidente stava accompagnando sua moglie in un albergo sulla spiaggia a Long Branch, nel New Jersey, ma decise di non sparargli allora, poiché Lucretia Garfield era nota per essere in cattive condizioni di salute e non voleva turbarla.

### La sparatoria

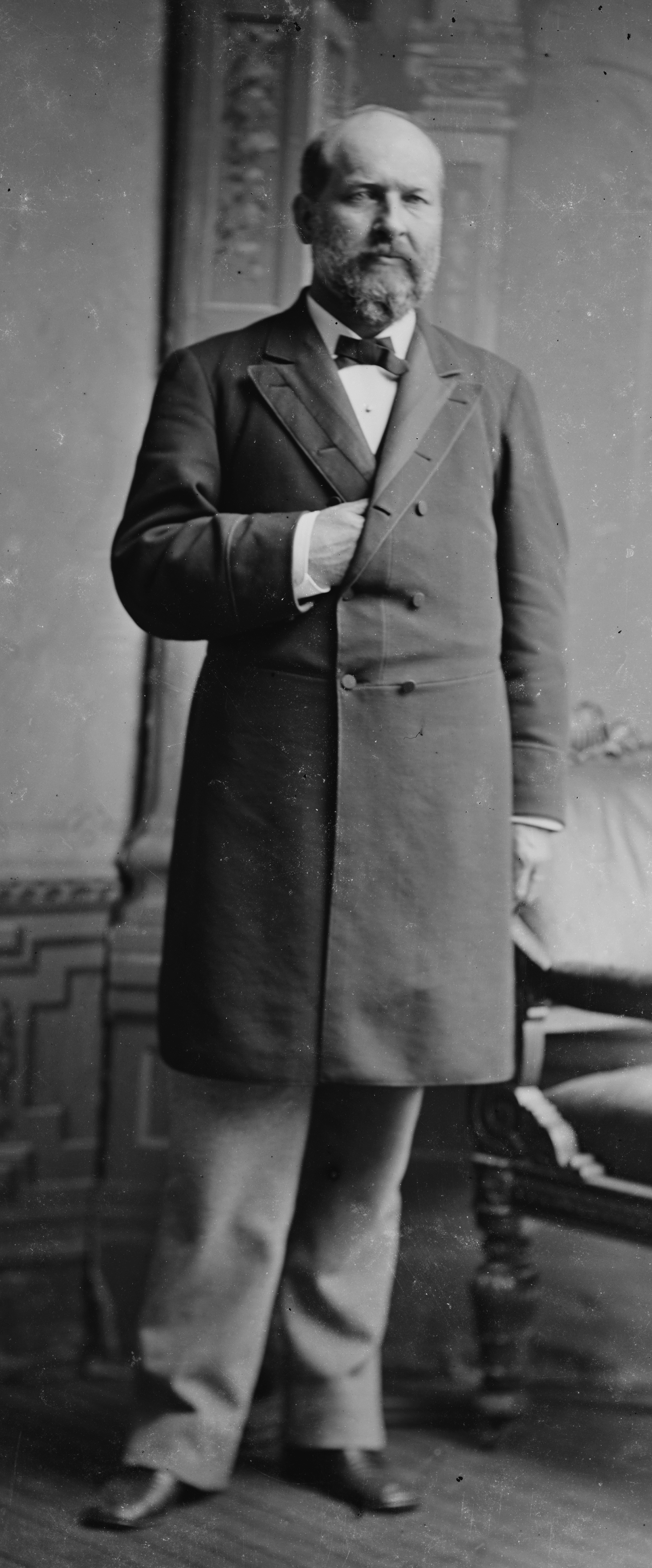
Il Presidente degli Stati Uniti James Abram Garfield

Garfield doveva lasciare Washington il 2 luglio 1881 per le sue vacanze estive a Orange, come riportato dai giornali di Washington, e Guiteau lo aspettava alla stazione ferroviaria della linea "Baltimora e Potomac", vicino al National Mall, all'angolo sud-ovest tra la Sixth Street e Constitution Avenue. Garfield arrivò alla stazione mentre si stava recando alla sua alma mater, il Williams College, dove doveva tenere un discorso prima di iniziare la sua vacanza. Era accompagnato dai figli adolescenti James e Harry, da un domestico e dal segretario di Stato Blaine; il segretario alla Guerra Robert Todd Lincoln lo accompagnò per salutarlo. Garfield, come i primi presidenti (con l'eccezione di Abraham Lincoln durante la guerra civile), non aveva guardie del corpo o servizi di sicurezza.
Alle 8:25 Garfield entrò nella sala d'attesa della stazione quasi vuota. Guiteau si fece avanti e sparò al presidente a bruciapelo da dietro. Garfield, alzando le braccia, gridò: "Mio Dio, che cos'è?" Allora Guiteau sparò di nuovo e Garfield crollò, mentre la stazione si riempì delle urla di panico degli astanti, sebbene l'avvocato cercasse di rassicurarli. Il primo proiettile sfiorò la spalla del presidente, mentre il secondo lo colpì alla schiena, trapassando la prima vertebra lombare senza toccare il midollo spinale fermandosi dietro il pancreas. Guiteau rimise la pistola in tasca e si voltò per uscire verso un taxi che lo aspettava fuori dalla stazione, ma un uomo bloccò la porta e si scontrò con il poliziotto Patrick Kearney, che stava entrando nella stazione dopo aver sentito gli spari.
Kearney arrestò Guiteau e fu così eccitato per aver arrestato l'uomo che aveva sparato al presidente da trascurare di prendergli la pistola prima di arrivare alla stazione di polizia. Kearney chiese: "In nome di Dio, amico, perché hai sparato al presidente?" Guiteau non rispose. La folla che si stava rapidamente radunando urlò: "Linciatelo", ma Kearney e molti altri agenti di polizia lo condussero alla locale stazione di polizia a pochi isolati di distanza. Guiteau pronunciò le parole esultanti, ripetute diverse volte: "Io sono uno stalwart degli stalwart, un fedele dei fedeli! L'ho fatto, e voglio essere arrestato! Arthur è presidente adesso!" Questa dichiarazione portò per un breve periodo a sospetti infondati che Arthur o i suoi sostenitori avessero potuto aiutare Guiteau nel crimine. In precedenza, Guiteau aveva scritto una seconda giustificazione per il suo assassinio pianificato:
(Charles Guiteau)
Anche dopo il suo arresto, continuò a credere che il vicepresidente sarebbe venuto in suo soccorso. "Tu resta con me", consigliò a un detective. "Arthur e tutti quegli uomini sono miei amici, e ti farò nominare capo della polizia". Avendo deciso di essere uno stalwart, Guiteau si convinse che rimuovendo Garfield stava aiutando a riunire le fazioni del Partito Repubblicano.

## Decorso e morte
Garfield fu portato al secondo piano della stazione ferroviaria, cosciente ma sotto shock: un proiettile era conficcato nel suo corpo, ma i medici non riuscivano a trovarlo. L'allora segretario della Guerra Robert Todd Lincoln era profondamente turbato e ripensando all'assassinio di suo padre, sedici anni prima, disse: "Quante ore di dolore ho passato in questa città". Garfield fu riportato alla Casa Bianca un'ora dopo, e i medici presenti gli dissero che non sarebbe sopravvissuto alla notte; tuttavia, egli rimase cosciente e vigile. La mattina dopo, i suoi segni vitali erano buoni e i medici iniziarono a sperare in una prossima guarigione. Cominciò una lunga veglia in cui i medici di Garfield pubblicarono regolarmente bollettini che il pubblico americano seguì da vicino per tutta l'estate del 1881. Le sue condizioni oscillavano; le febbri andavano e venivano, faticava a trattenere i cibi solidi e passò la maggior parte dell'estate alimentandosi solo di liquidi.

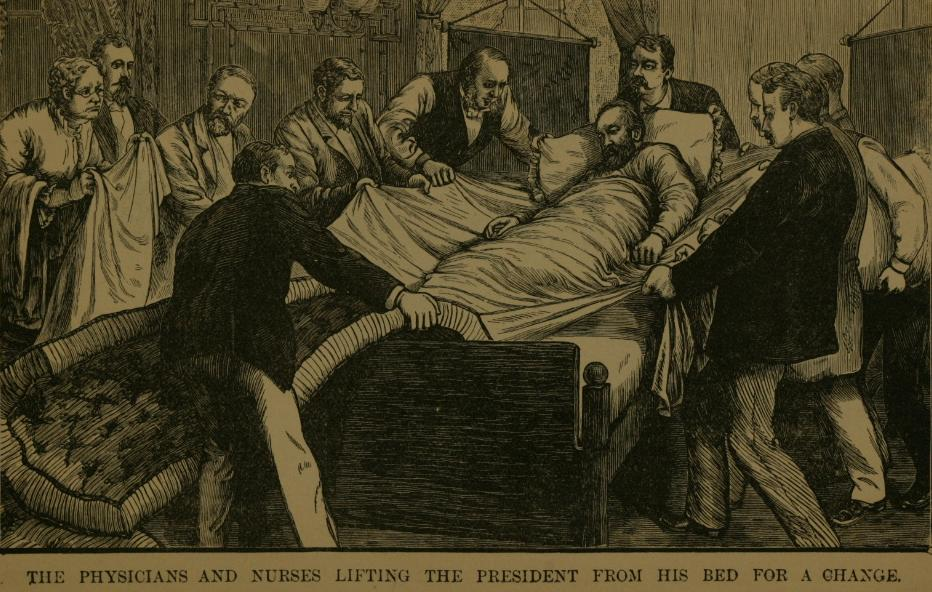
Cambiando le lenzuola del presidente Garfield, 1880

Gli ingegneri della marina montarono un refrigeratore d'aria nel tentativo di rinfrescarlo nella calda estate di Washington. I ventilatori soffiavano aria sopra una grande scatola di ghiaccio e nella stanza del presidente, e il dispositivo funzionava abbastanza bene tanto da abbassare la temperatura di più di sei gradi Celsius (20 gradi Fahrenheit). I medici continuarono a sondare la ferita di Garfield con dita e strumenti non sterilizzati, cercando in tutti i modi di trovare il proiettile e il celebre scienziato Alexander Graham Bell ideò un metal detector appositamente per trovarlo. Non ebbe successo, in parte perché la struttura del letto in metallo di Garfield causava il malfunzionamento dello strumento, e in parte perché l'autoproclamatosi medico capo, il dottor Willard Bliss, permise a Bell di usare il dispositivo solo sul lato destro di Garfield, dove egli insisteva che il proiettile si fosse depositato. In seguito, successivi test di Bell indicarono che il suo metal detector era in buone condizioni e che avrebbe trovato il proiettile se gli fosse stato permesso di usare il dispositivo anche sul lato sinistro di Garfield.
Il 29 luglio Garfield si incontrò con i suoi ministri per l'unica volta durante la sua malattia; questi erano sotto stretta istruzione dei medici di non discutere nulla di sconvolgente. Le condizioni di Garfield peggiorarono sempre più per diverse settimane a causa di un'infezione, che gli indebolì il cuore. Rimase costretto a letto alla Casa Bianca con febbri e dolori estremi. Il suo peso scese da 210 libbre (95 chilogrammi) a 130 libbre (58 chilogrammi) a causa della sua incapacità di digerire il cibo e di assumere soltanto liquidi, fu obbligato ad assumere clisteri nutrienti. La sepsi iniziò, e il presidente soffrì di allucinazioni per un po' di tempo, ascessi pieni di pus si diffusero per tutto il corpo mentre le infezioni infuriavano.

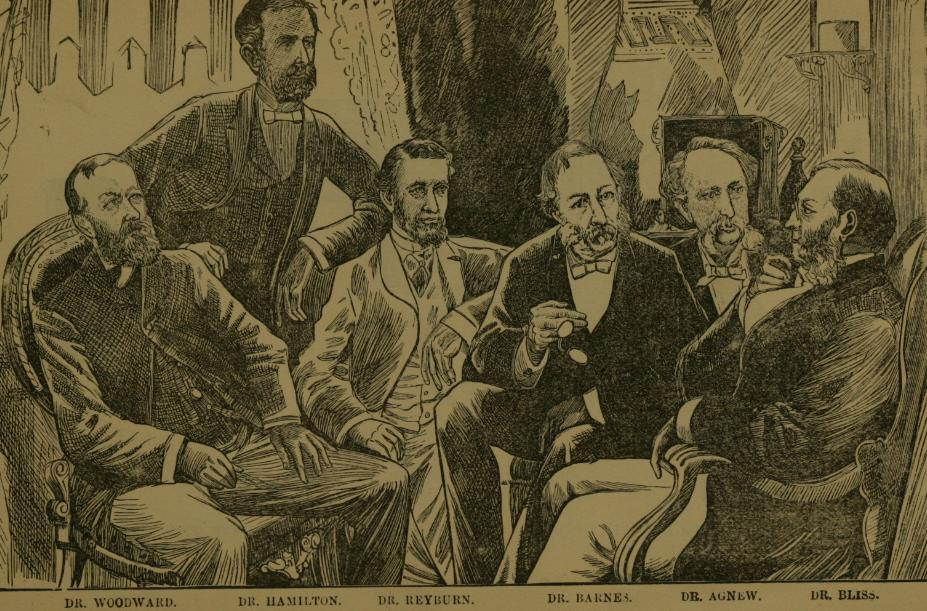
I medici discutono delle ferite di Garfield

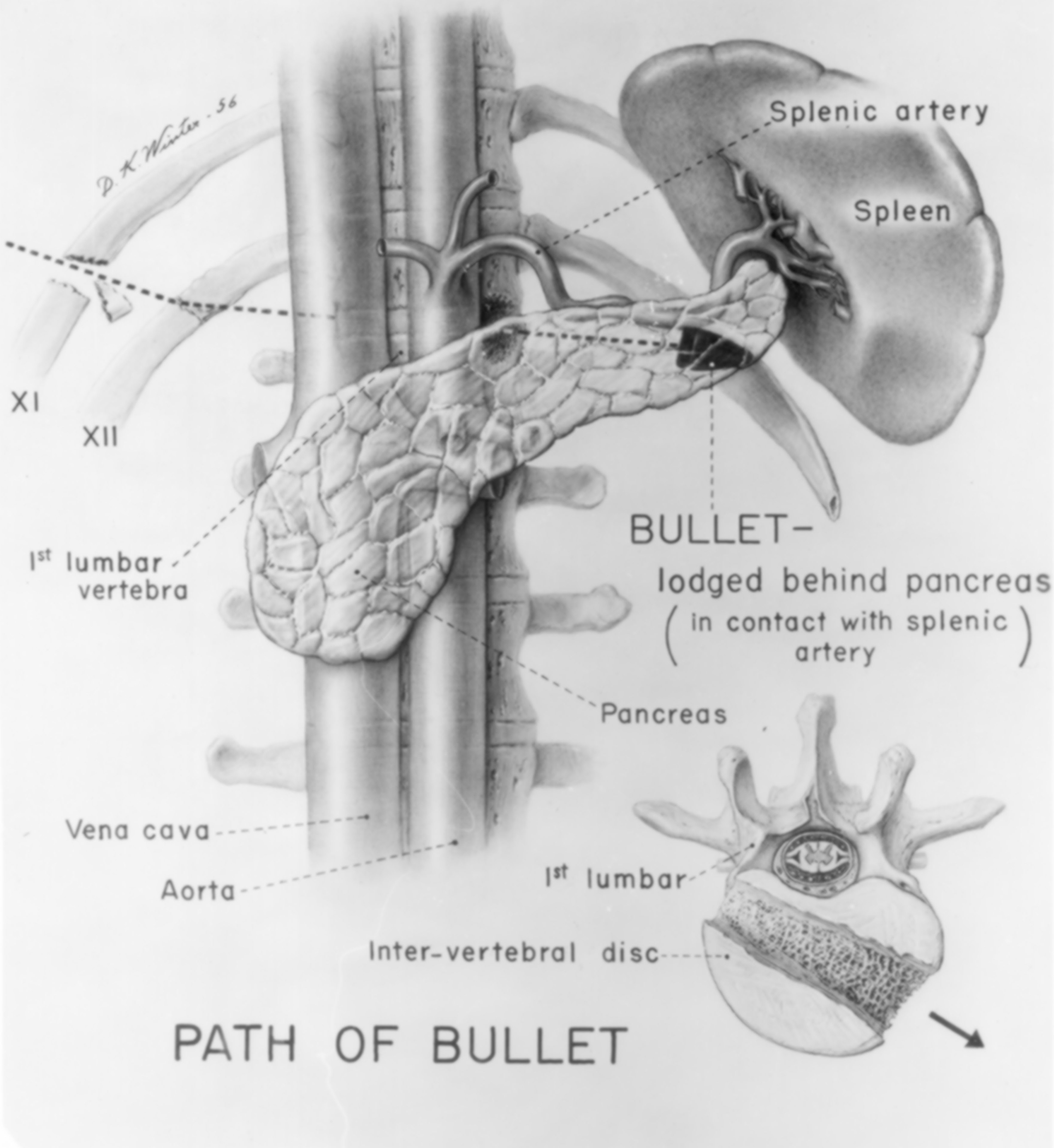
Percorso del proiettile che ha ferito il presidente Garfield

Con il passare del tempo, le condizioni del presidente si indebolirono e aggravarono progressivamente sotto l'opprimente clima estivo di Washington. Il 6 settembre, Garfield fu portato in treno da Elberon (allora parte di Long Branch) a Jersey Shore, dove i volontari costruirono una linea di derivazione, durante la notte, dalla stazione al Francklyn Cottage. L'intento era di aiutare il presidente a sfuggire al caldo e all'umidità di Washington, nella vana speranza che l'aria fresca e la quiete potessero aiutarlo a riprendersi; aveva in particolare una grande camera da letto davanti a una finestra con vista sulla spiaggia e sull'oceano.
Insorsero nuove infezioni e spasmi di angina. Morì di rottura di un aneurisma dell'arteria splenica, seguito a sepsi e polmonite bronchiale alle 22:35 locali di lunedì 19 settembre 1881 (le 02:35 del giorno dopo UTC), due mesi prima del suo cinquantesimo compleanno, dopo soli 200 giorni di presidenza. Durante i 79 giorni tra la sparatoria e la morte, l'unico atto ufficiale di Garfield fu quello di firmare una richiesta di estradizione di un falsario arrestato dopo essere fuggito in Canada.

### Secondo la medicina contemporanea

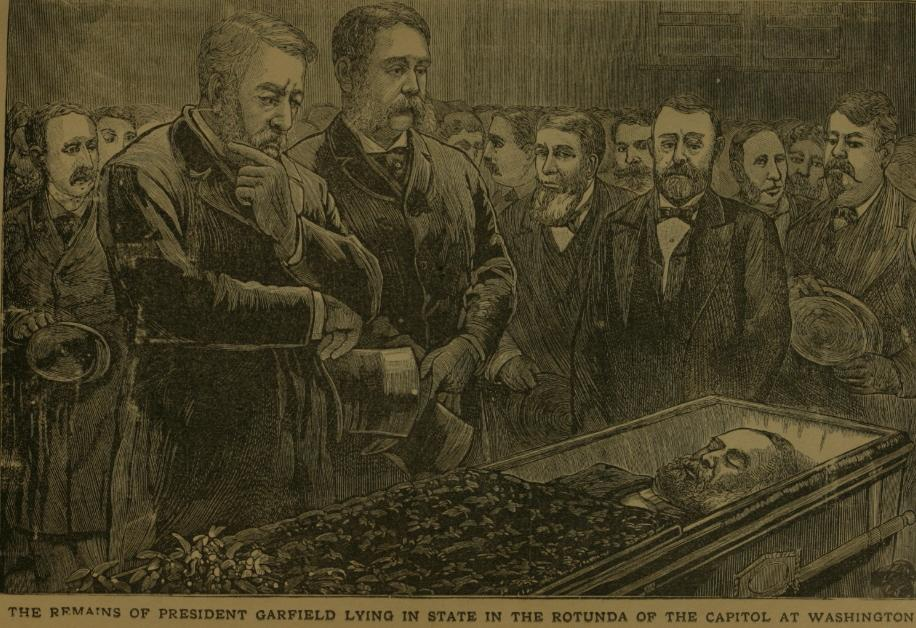
Persone in lutto rendono omaggio a James A. Garfield. Da sinistra, il segretario di Stato James Blaine, il presidente degli Stati Uniti Chester Arthur, l'ex vicepresidente Schuyler Colfax, il presidente emerito degli Stati Uniti Ulysses S. Grant e il candidato presidente per i Democratici nel 1880 Winfield Scott Hancock.

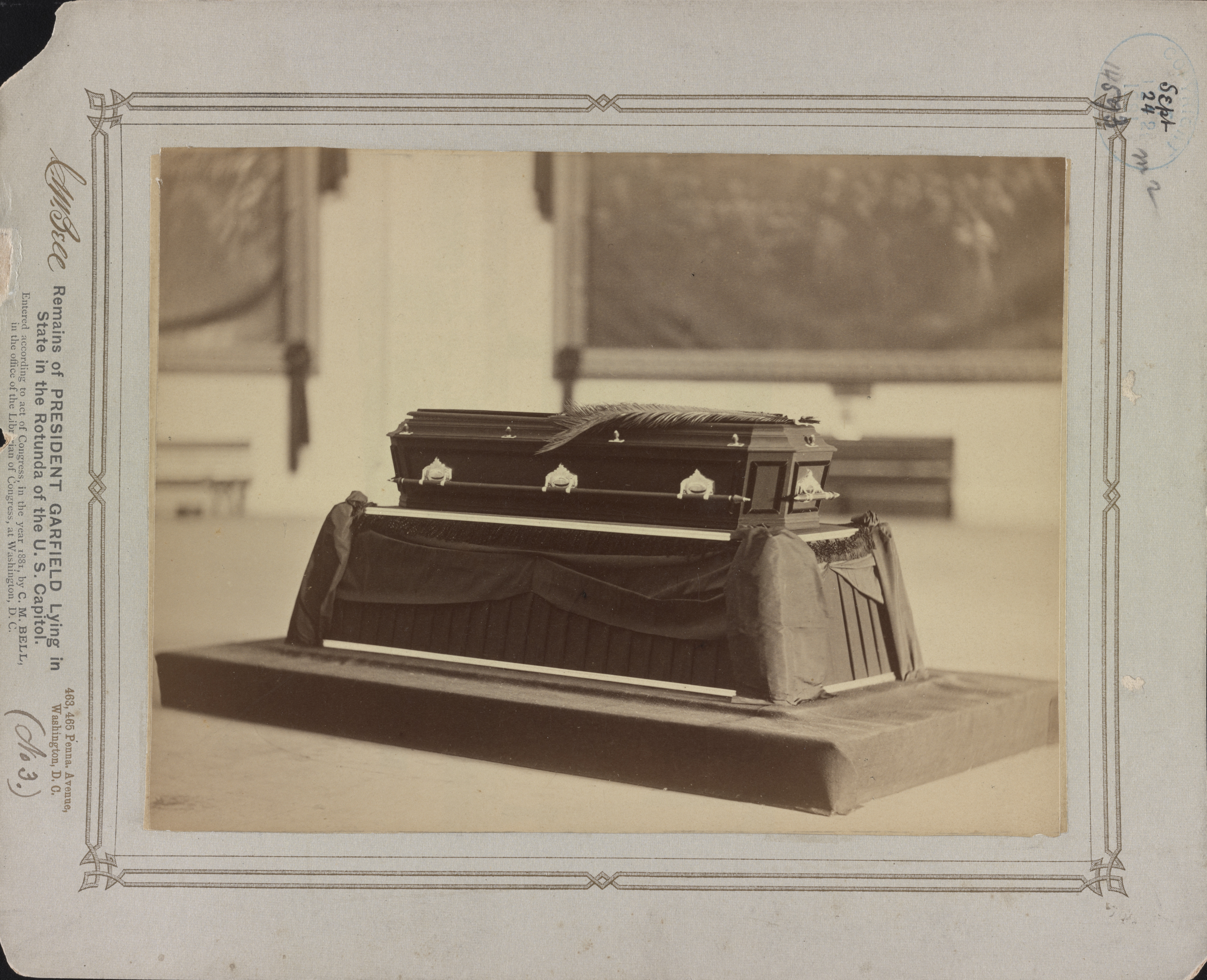
La bara del presidente degli Stati Uniti James A. Garfield presso la Rotonda del Campidoglio

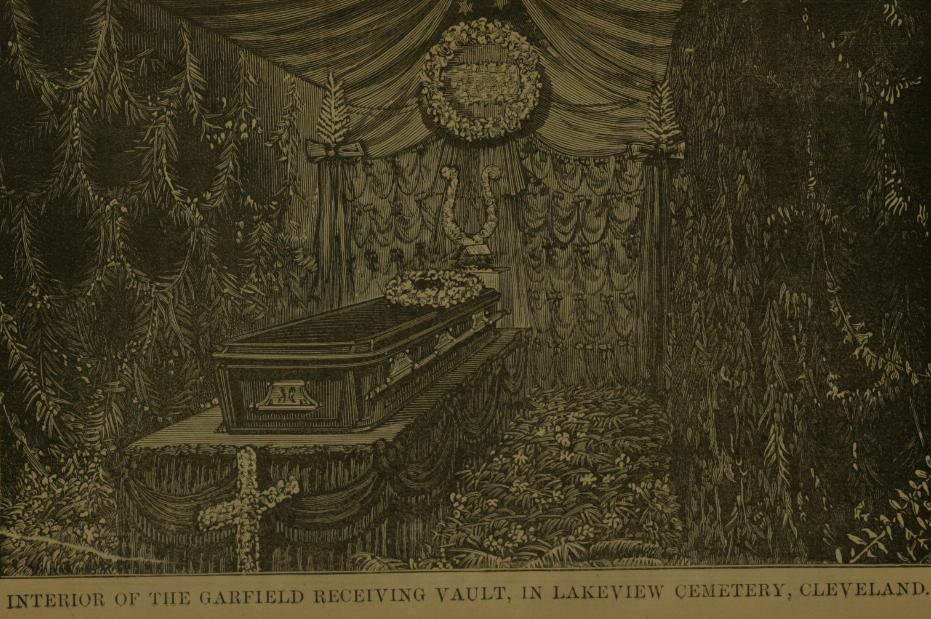
Il funerale nel cimitero di Lake View

Attualmente la maggior parte degli storici e degli esperti medici credono che Garfield sarebbe probabilmente sopravvissuto se i medici fossero stati più capaci. Tuttavia, la maggior parte dei medici americani dell'epoca non credeva nelle misure antisettiche o nella necessità di pulizia per prevenire le infezioni; anzi, diversi inserirono le loro dita non sterilizzate nella ferita per cercare il proiettile, e un medico perforò il fegato di Garfield nel farlo. Inoltre, il superbo Bliss aveva soppiantato il precedente medico di Garfield, Jedediah Hyde Baxter. Bliss e gli altri medici che assistettero Garfield sbagliarono a individuare il percorso del proiettile nel corpo; avevano sondato verso destra nella sua schiena invece che verso sinistra, non solo mancando la posizione del proiettile, ma creando un nuovo canale che si riempiva di pus. L'autopsia rivelò una grave polmonite in entrambi i polmoni e un corpo pieno di pus a causa di una sepsi incontrollata. Theodore Pappas e Shahrzad Joharifard, in un articolo del 2013 sul The American Journal of Surgery, misero in discussione la tesi convenzionale riguardante le condizioni mediche di Garfield dopo l'attentato, adducendo la causa della sua morte a una rottura tardiva di uno pseudoaneurisma dell'arteria splenica, sviluppatosi secondariamente al percorso del proiettile adiacente all'arteria suddetta. Sostenevano anche che la sepsi fosse in realtà causata da una colecistite acuta post-traumatica. Sulla base del rapporto dell'autopsia, gli autori ipotizzavano che la sua cistifellea si sia poi rotta, portando allo sviluppo di un grande ascesso contenente bile adiacente alla cistifellea. Ciò avrebbe causato il declino settico nelle condizioni di Garfield che fu visibile a partire dal 23 luglio 1881.
Chester Arthur era nella sua casa di New York quando la notte del 19 settembre giunse la notizia che Garfield era morto. Si narra che esclamò: "Spero, mio Dio, spero che sia un errore", ma la conferma via telegramma gli giunse subito dopo. Arthur pronunciò il suo discorso di insediamento la mattina presto del 20 settembre e prestò giuramento come presidente a John R. Brady, un giudice della Corte suprema di New York. Arthur poi partì per Long Branch per porgere le condoglianze a Lucretia Garfield per poi andare a Washington.
Il corpo di Garfield fu portato a Washington, dove rimase per due giorni, nella Rotonda del Campidoglio, prima di essere portato a Cleveland, dove si tennero i funerali il 26 settembre.

## Processo ed esecuzione
Il processo a Guiteau si aprì a novembre. Venne assistito dal cognato George Scolville. Fu al centro dell'attenzione dei mezzi di informazione a causa del suo comportamento bizzarro, come per esempio insultare costantemente i propri difensori, redigere la propria testimonianza sotto forma di poemi epici, che recitò estensivamente, e sollecitare consigli legali a individui presi a caso tra il pubblico, ai quali inviava bigliettini. Affermò di non essere colpevole perché l'omicidio di Garfield era la volontà di Dio e che egli ne era il mero strumento. Cantò "John Brown's Body" davanti alla corte. Dettò un'autobiografia al New York Herald terminandola con un annuncio matrimoniale, in cerca di una moglie cristiana di meno di 30 anni. Non si rendeva conto dell'indignazione e dell'odio dell'opinione pubblica verso di lui, anche dopo aver rischiato di essere ucciso due volte — una in prigione, un'altra mentre vi veniva trasferito. A un certo punto sostenne che Garfield era stato ucciso non da lui, ma dall'insipienza dei dottori: "Nego l'omicidio, se vostro onore lo consente. Ammettiamo gli spari." Fu ricoverato all'ospedale St. Elizabeths a Washington durante tutto il processo e anche in seguito, fino all'esecuzione.

### Controinterrogatorio
Nel controinterrogatorio, il procuratore John Porter cercò di suggerire ai giurati che ciò che la difesa sosteneva essere prova di pazzia era invece solo prova di peccato. Costrinse Guiteau ad ammettere che pensava che l'assassinio avrebbe aumentato le vendite della sua autobiografia. Chiese di sapere se Guiteau, presunto teologo, conoscesse il comandamento biblico "Non uccidere". Egli rispose che in questo caso "l'autorità divina ha superato la legge scritta". Insistette: "Sono un uomo del destino tanto quanto il Salvatore, o Paolo, o Martin Lutero".

### Sentenza ed esecuzione

#### Il verdetto
Guiteau stava attivamente facendo piani per iniziare un giro di conferenze dopo la sua assoluzione e per candidarsi lui stesso alla presidenza nel 1884; allo stesso tempo, si dilettava del circo mediatico che circondava il suo processo. Fu costernato quando la giuria non fu convinta della sua ispirazione divina, condannandolo per l'omicidio, dichiarandolo colpevole il 25 gennaio 1882. Il 22 maggio gli appelli di Guiteau furono respinti. Egli aveva ancora la speranza che il presidente Arthur, il beneficiario - come lo vedeva lui - del suo gesto, concedesse la grazia. Arthur ascoltò le argomentazioni degli esperti della difesa per venti minuti esattamente un mese dopo, il 22 giugno. Cinque giorni dopo, il presidente concesse un'intervista a un altro sostenitore della difesa, John Wilson. Guiteau scrisse una lettera ad Arthur, chiedendo che almeno sospendesse l'esecuzione fino al gennaio successivo in modo che il suo caso potesse "essere ascoltato dalla Corte suprema in seduta plenaria". Il 24 giugno il presidente Arthur annunciò che non sarebbe intervenuto. Avendo udito la notizia, Guiteau esclamò adiratissimo: "Arthur ha rovinato il suo destino e il destino di questa nazione".

#### Prigionia e impiccagione
Il giudice Cox condannò Guiteau "a essere impiccato per il collo fino alla morte" il 30 giugno 1882, appena due giorni prima del primo anniversario della sparatoria, nel distretto di Columbia. Guiteau gridò al giudice: "Preferisco stare dove sto io che dove sta la giuria o dove sta il vostro onore". Guiteau si avvicinò alla sua impiccagione con un senso di opportunità. Abbandonò il suo piano di apparire per l'evento vestito solo di biancheria intima (così da ricordare agli spettatori l'esecuzione di Cristo) dopo essere stato persuaso che l'abbigliamento immodesto poteva essere visto come un'ulteriore prova della sua pazzia. Nel cortile della prigione Charles lesse quattordici versetti del Vangelo secondo Matteo e una sua poesia che terminava con le parole: "Gloria alleluia! Gloria alleluia! Io sono con il Signore!" Danzò fino al patibolo e salutò il pubblico dalla forca, strinse la mano al suo boia e, come ultima richiesta, recitò una poesia che aveva scritto, intitolata "I am Going to the Lordy", chiedendo che un'orchestra suonasse mentre cantava la poesia, ma gli fu negato. 
Glory hallelujah! Glory hallelujah!
I am going to the Lord.
I saved my party and my land,
Glory hallelujah!
But they have murdered me for it,
And that is the reason I am going to the Lordy,
Glory hallelujah! Glory hallelujah!
I am going to the Lordy!»
Gloria, alleluia! Gloria, alleluia!
Vado al Signore.
Ho salvato il mio partito e la mia terra,
Gloria, alleluia!
Ma mi hanno ucciso per questo,
E questa è la ragione per cui vado dal Signore,
Gloria, alleluia! Gloria alleluia!
Vado dal Signore!»
Come da accordo con il boia, segnalò che era pronto a morire lasciando cadere il foglio. La botola si aprì e Guiteau cadde verso la morte. Fuori dalla prigione, un migliaio di spettatori applaudirono all'annuncio della morte dell'assassino.

#### L'opinione moderna
Negli anni successivi all'esecuzione di Guiteau, l'opinione pubblica sulla questione della sua pazzia cambiò. Più persone - e quasi tutti i neurologi - arrivarono a pensare che egli soffrisse davvero di una grave malattia mentale. Il caso Guiteau fu visto nei circoli medici come un sostegno alla teoria che le tendenze criminali erano spesso il risultato di una malattia ereditaria, presa forse dal padre: ad esempio, nel suo studio del 1968 sul processo, il professor Charles Rosenberg ha osservato:

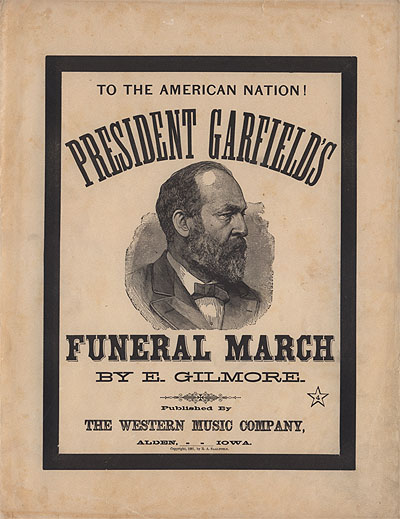
Musica funebre scritta in onore di Garfield

## Conseguenze

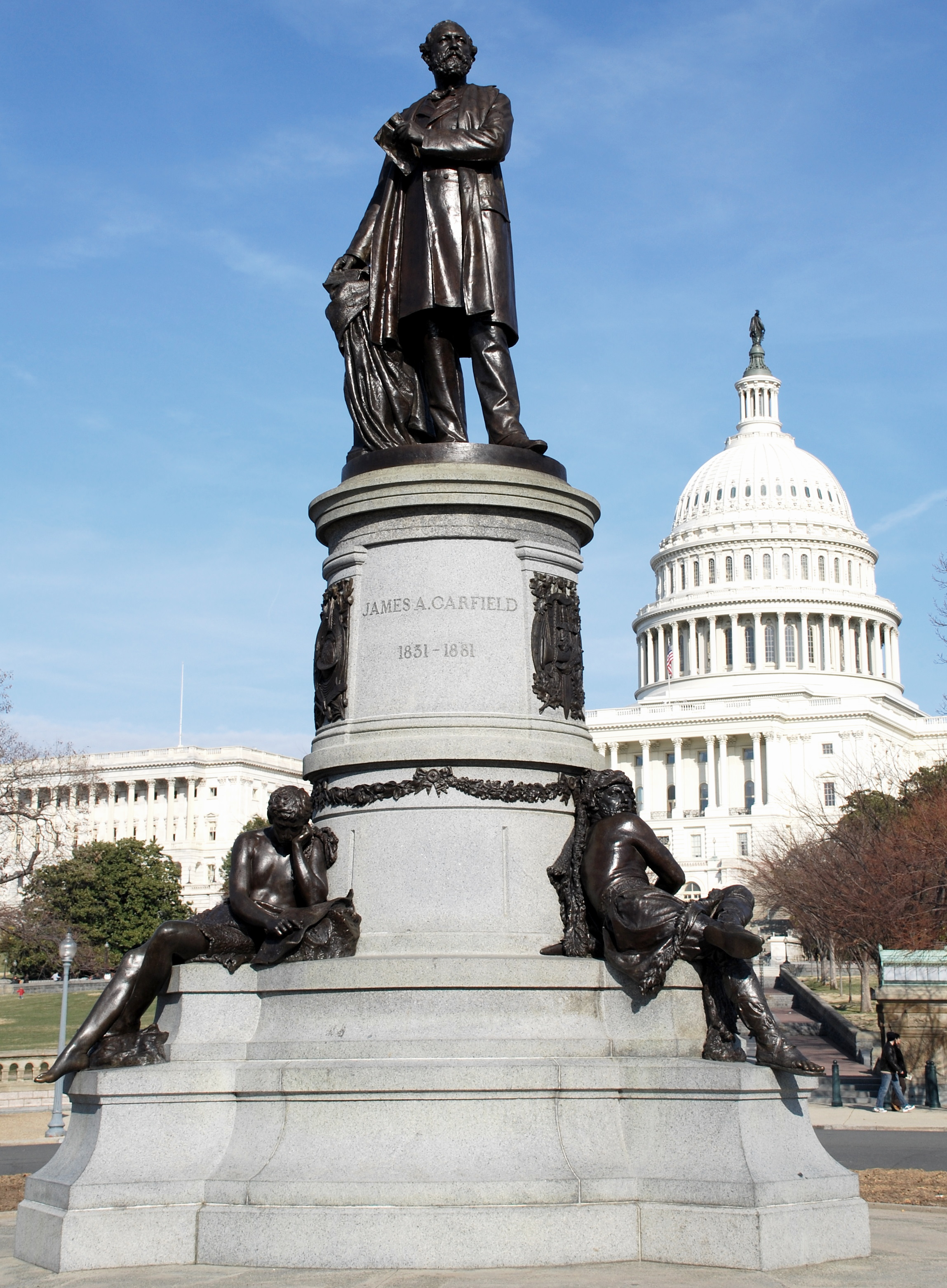
Il monumento Garfield al Campidoglio degli Stati Uniti

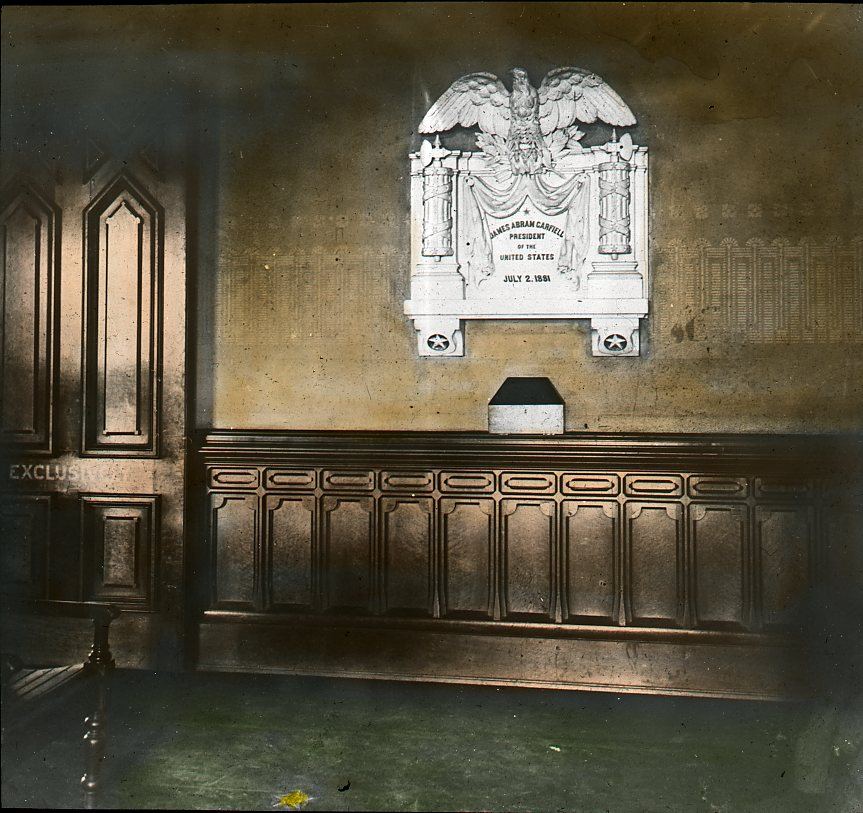
Memoriale al presidente Garfield nell'ex stazione ferroviaria, con la stella d'oro sul pavimento che indica la sua posizione nel momento dello sparo

Parte del cervello conservato di Charles Guiteau è in mostra al Mütter Museum presso il College of Physicians di Filadelfia. Le ossa di Guiteau, insieme alla spina dorsale di Garfield e ad alcune costole, sono conservate presso il National Museum of Health and Medicine, dell'Army's Forest Glen Annex a Silver Spring, Maryland. L'assassinio di Garfield fu inoltre determinante per l'approvazione della legge Pendleton sulla funzione pubblica, il 16 gennaio 1883. Lo stesso Garfield aveva chiesto una riforma della funzione pubblica nel suo discorso inaugurale nella convinzione che avrebbe reso il governo più solido ed efficiente; la legge fu approvata quasi in omaggio al presidente scomparso. Arthur perse la nomina del Partito Repubblicano nel 1884 a favore di Blaine, che a sua volta perse le elezioni contro il democratico Grover Cleveland.
La stazione ferroviaria di Sixth Street è stata successivamente demolita. Il sito è ora occupato dall'edificio ovest della National Gallery of Art. A pochi isolati di distanza, una statua commemorativa di Garfield si trova all'angolo sud-ovest del Campidoglio.
L'articolo II, comma 1, comma 6 della Costituzione degli Stati Uniti afferma che in caso di "impossibilità [del Presidente] di esercitare i poteri e i doveri di detto Ufficio, gli stessi spettano al Vicepresidente", ma non impartisce ulteriori istruzioni su cosa costituisca o come debba essere determinata l'incapacità del presidente, né affrontava il problema di cosa fare se un presidente fosse vivo ma inabile come lo era Garfield. Questi era rimasto sul letto di malattia per 79 giorni senza svolgere nessuno dei doveri della sua carica tranne la firma di un documento di estradizione, ma questo non si rivelò una difficoltà perché nel XIX secolo il governo federale era sostanzialmente fermo in estate: durante il calvario di Garfield, il Congresso non era in sessione e c'era poco da fare per il presidente. Blaine suggerì ai ministri di dichiarare Arthur presidente ad interim, ma questa opzione fu respinta da tutti, incluso Arthur, che non voleva essere percepito come assetato di potere.
Il Congresso non si occupò della questione neppure 38 anni dopo, quando Woodrow Wilson ebbe un ictus che lo mise in coma per giorni e lo lasciò parzialmente paralizzato e cieco da un occhio per l'ultimo anno e mezzo della sua presidenza. Il venticinquesimo emendamento fu ratificato nel 1967 e prevede una procedura ufficiale quando viene riconosciuta l'incapacità di un presidente.
L'assassinio di Lincoln era avvenuto circa 16 anni prima, nelle fasi finali della guerra civile. D'altra parte, il mandato di Garfield era segnato (per la maggior parte) dal tempo di pace, e in quel momento si era sviluppato un generale rilassamento riguardo alla sicurezza del presidente. Garfield, come molti altri presidenti, spesso preferiva interagire direttamente con il pubblico, e sebbene fosse quasi certamente in atto una qualche forma di protezione, né il Congresso né il presidente avevano preso in considerazione, fino a quel momento, una procedura completa di sicurezza. Sorprendentemente, solo con l'assassinio di William McKinley una ventina di anni dopo il Congresso avrebbe finalmente affidato ai servizi segreti degli Stati Uniti (originariamente fondati per prevenire la contraffazione di moneta) la responsabilità di garantire la sicurezza personale del presidente.
Nel novembre 2018, il National Park Service eresse due pannelli espositivi a Washington per celebrare il luogo dell'assassinio.